# Нусбах (Пфальц)
Нусбах (нем. Nußbach) — община в Германии, в земле Рейнланд-Пфальц.
Входит в состав района Кузель. Подчиняется управлению Вольфштайн. Население составляет 610 человек (на 31 декабря 2010 года). Занимает площадь 8,11 км².